# Waite Hill
Waite Hill is een plaats (village) in de Amerikaanse staat Ohio, en valt bestuurlijk gezien onder Lake County.

## Demografie
Bij de volkstelling in 2000 werd het aantal inwoners vastgesteld op 446.
In 2006 is het aantal inwoners door het United States Census Bureau geschat op 538, een stijging van 92 (20.6%).

## Geografie
Volgens het United States Census Bureau beslaat de plaats een oppervlakte van
11,1 km², waarvan 10,9 km² land en 0,2 km² water.

## Plaatsen in de nabije omgeving
De onderstaande figuur toont nabijgelegen plaatsen in een straal van 8 km rond Waite Hill.